# نیروی هوایی آفریقای جنوبی
نیروی هوایی آفریقای جنوبی (به انگلیسی: South African Air Force) بخش هوایی نیروی دفاع ملی آفریقای جنوبی است که در سال ۱۹۲۰ میلادی تأسیس شده و دفتر مرکز آن در پرتوریا واقع شده‌است. این نیروی هوایی در جنگ جهانی دوم و جنگ کره شرکت داشته‌است.